# Shanlin
Shanlin (山林, « montagne et forêt ») est un terme chinois utilisé pour désigner les bandits de Mandchourie, depuis l'époque de la dynastie Qing, parce qu'ils avaient une extraordinaire connaissance des montagnes et des forêts locales. La plupart opéraient dans des petits districts et prenaient garde à préserver la bonne santé financière des paysans locaux. Les troupes du gouvernement essayèrent de les éliminer plusieurs fois avec de grandes difficultés. Après la fondation de la république de Chine en 1912, ils furent souvent recrutés comme soldats pour mettre fin à leur carrière de bandit.
Le terme était couramment utilisé pour les armées de volontaires anti-japonaises qui résistèrent à l'invasion japonaise de la Mandchourie durant la guerre sino-japonaise (1937-1945). Certains ne fuirent pas après la défaite des armées et combattirent dans des petites unités de guérilla, également appelées shanlin.